# Johannes Paul Hops
Johannes Paul Hops (* 21. Juni 1734 in Mietingen; † im 18. oder 19. Jahrhundert) war ein deutscher Bildhauer.

## Leben und Werke
Johannes Paul Hops gehörte der Bildhauerfamilie Hops an und war ein Sohn des Johann Adam Hops. Er lernte sein Handwerk entweder bei diesem oder bei seinem Onkel Josef Anton Hops, wurde dann Geselle bei einem Mitglied der Künstlerfamilie Feichtmayr und später bei den Gebrüdern Dirr. Offenbar ließ er sich dann als Meister in Markdorf nieder, da die Bezeichnung „Bildhauer von Markdorf“ überliefert ist. Einen Brief an das Kloster Salem vom 13. Oktober 1779 unterzeichnete er mit „hochfürstlicher Hofbildhauer“.
Werke des Johannes Paul Hops sind in Opfenbach und Baitenhausen zu finden. 
Er hatte einen jüngeren Bruder namens Johann Baptist Hops. 